# 桑頓 (伊利諾伊州)
桑頓（英語：Thornton）是位於美國伊利諾伊州庫克縣的一個村落。

## 地理
桑頓的座標為41°34′17″N 87°36′42″W / 41.57139°N 87.61167°W，而該地最高點為海拔高度182米（即587英尺）。

## 人口
根據2010年美國人口普查的數據，桑頓的面積為6.22平方千米，當中陸地面積為6.15平方千米，而水域面積為0.07平方千米。當地共有人口2338人，而人口密度為每平方千米375人。